# Thecla buccina
Thecla buccina är en fjärilsart som beskrevs av Druce 1907. Thecla buccina ingår i släktet Thecla och familjen juvelvingar. Inga underarter finns listade i Catalogue of Life.